# Soldat et jeune fille riant
Le Soldat et jeune fille riant, appelé aussi l'Officier et la jeune fille riant (en néerlandais : De Soldaat en het Lachende Meisje) est une huile sur toile de Johannes Vermeer peinte vers 1657. Mesurant 50,5 cm de haut et 46 cm de large, le tableau est actuellement exposé à la Frick Collection de New York.

## Description
Le sujet principal est la femme, une lumière douce tombe directement sur son visage. Elle ressemble à la femme de Vermeer, Catharina Bolnes, qui a probablement posé pour plusieurs de ses peintures. Les rayons X ont révélé que Vermeer avait prévu de peindre la femme avec un grand col blanc, mais celui-ci aurait caché une partie de sa robe jaune. En outre, la cape a été plus tard étendue de manière à couvrir l'ensemble de ses cheveux, afin d'attirer l'attention sur l'expression de son visage. Ce corsage jaune avec des tresses apparaît dans de nombreux autres portraits de Vermeer, c'était un vêtement généralement porté tous les jours. La femme porte également un tablier bleu sur sa robe, mais il est caché par les ombres de la table. Les tabliers bleus se portaient fréquemment à cette époque, car ils cachaient bien des taches. Les historiens d'art ont interprété cela comme voulant dire que le soldat a surpris la jeune fille avec une visite impromptue au cours de ses tâches matinales. La femme tient un verre de vin, habituellement utilisé pour le vin blanc. Parce qu'à cette époque, le vin coûtait plus cher que la bière, il illustre sa richesse.

### La carte
Plusieurs tableaux de Vermeer sont agrémentés d'une carte peinte avec des détails tels qu'il est possible de l'identifier. La carte de la Hollande et de la Frise occidentale est de Willem Blaeu. Aucun exemplaire connu n'a survécu, mais son existence est connue par des archives; la deuxième édition a été publiée en 1621, intitulé Nova et Accurata Totius Hollandiae Westfriesiaeq. Topographia, Descriptore Balthazaro Florentio a Berke[n]rode Batavo. (Carte nouvelle et précise de la description de l'ensemble de la Hollande et de la Frise de l'ouest. Topographie, Description Balthazaro Florence Berks[n]rode le batave). Vermeer en avait probablement une copie à sa disposition. C'est un autre signe de richesse, les cartes étant très coûteuses.

### Chambre noire
Les historiens d'art pensent que Vermeer a utilisé une chambre noire pour obtenir les fuyantes dans cette peinture, au lieu d'utiliser une formule mathématique, ce dispositif mécanique lui aurait permis de se rendre compte de la taille relative des personnages. La manière dont il représente les perspectives dans nombre de ses tableaux, penche également dans ce sens. Une chambre noire fonctionne un peu comme une caméra en projetant une image. Toutefois il n'existe aucune preuve historique de cela.

## Historique

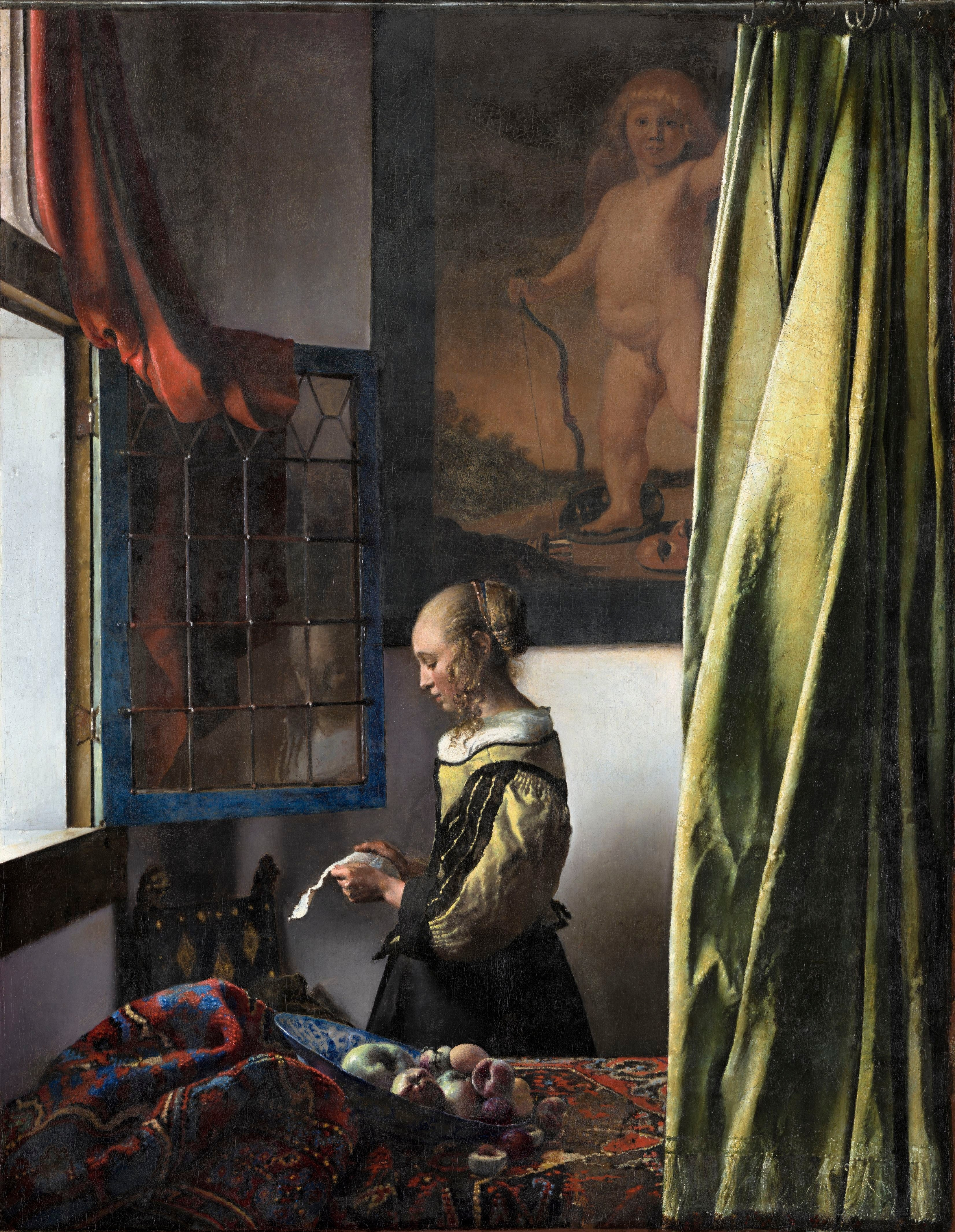
La Liseuse à la fenêtre, 1657

Issu de la collection de la princesse Demidoff de San Donato où ce tableau se trouvait encore en 1888, Soldat et jeune fille riant a été acquis en 1911 par Henry Clay Frick pour presque 300 000 dollars américains. Cette vente a eu lieu à une époque pendant laquelle les prix des tableaux de Vermeer, très prisés des collectionneurs,  ont fortement augmenté. Wilhelm von Bode avait écrit dans le New York Times qu'un Vermeer était « le plus grand trésor pour un collectionneur américain ».
Frick avait déjà acquis La Leçon de musique interrompue en 1901.